# Kern (rivière)
Pour les articles homonymes, voir Kern.
La rivière Kern est une rivière américaine de 264 km qui coule en Californie dans le sud de la Sierra Nevada. Nourrie par les chutes de neige sur les hauts sommets, elle traverse de nombreux canyons, réputés pour la pratique du rafting et du kayak.
Elle est la seule rivière importante de la Sierra Nevada qui se dirige vers le sud.

## Source de la traduction
- (en) Cet article est partiellement ou en totalité issu de l’article de Wikipédia en anglais intitulé « Kern River » (voir la liste des auteurs).